# Uomo in nero di profilo
L'Uomo in nero di profilo è un dipinto a olio su tavola (50,5x39,5 cm) di Rosso Fiorentino, databile al 1520-1522 circa e conservato nella Galleria Palatina di Firenze.

## Storia
Vasari ricordò brevemente, nella Vita del Rosso, come di lui si potessero ammirare molti ritratti nelle dimore fiorentine, probabilmente da riferire, stando alla sequenza cronologica delle notizie descritte, a prima della sua partenza per Volterra (1521).
Il ritratto fiorentino, già assegnato a Pontormo, è stato riferito al Rosso per le assonanze strette con le fisionomie dei personaggi della Deposizione di Volterra e quindi assegnato a un periodo immediatamente anteriore o successivo al soggiorno nella cittadina.
Schaeffer (1910) provò a identificare il personaggio col canonico fiorentino Francesco da Castiglione, basandosi con la somiglianza nell'affresco dell'Ingresso di Leone X nella sala di Leone X a Palazzo Vecchio, ma Falciani scartò poi l'ipotesi poiché il personaggio della tavoletta della Galleria Palatina non è in abiti ecclesiastici ma civili. Fu lui a fare il nome del Rosso per primo, venendo contestato da Franklin (1997) e invece confermato dalla Padovani e da Antonio Natali. Quest'ultimo, ipotizzando un viaggio a Napoli del Rosso, ha affiancato questa effigie con quella di Jacopo Sannazaro in una medaglia di Girolamo Santacroce.
La prima menzione sicura dell'opera risale all'inventario del 1815 (nella Sala dell'Iliade) e non si conosce come sia entrato nelle collezioni mediceo-lorenesi.

## Descrizione e stile
Su uno sfondo ocra uniforme, un uomo maturo sta di profilo verso sinistra, inquadrato fino a metà del busto. Indossa una berretta nera e un mantello ampio dello stesso colore, dal quale sporge appena un lembo della camicia bianca dal colletto. L'espressione è fissa e intensa, con una notevole caratterizzazione dell'età e della fisionomia del soggetto. Gli occhi sono infatti incavati, il naso adunco, le labbra sottilissime e serrate, l'epidermide solcata dai segni degli anni, i capelli corti.
La scelta dell'effigie di profilo richiama la ritrattistica del primo Quattrocento fiorentino, un modello tradizionale che fa da punto di partenza anche per altre opere dell'artista in quegli anni.